# 한국철도공사 1000호대 전동차
한국철도공사 1000호대 전동차는 수도권 전철 1호선에서의 운행을 위하여 1974년 4월부터 1996년까지 도입된 한국철도공사 직교류 겸용 통근형 전동차다. 2020년 10월에 모든 차량이 퇴역했다. 퇴역 후 대부분 폐차됐으며 일부 차량은 보존 중이다.

## 기술적 사양
1974년 4월에 서울교통공사 1000호대 저항제어 전동차와 동시에 도입된 최초의 통근형 전동차로, 대한민국으로선 전동차 제작 경험 및 기술이 없어 일본국유철도(현.JR)의 415계, 103계 전동차를 기반으로 설계됐다.(1세대만) 일반적인 저항제어 전동차와 마찬가지로, 캠축 구동의 직병렬조합 저항제어장치를 주제어장치로 사용하고 있으며, 고속에선 부족한 전력을 보충하기 위하여 약계자 제어를 사용한다. 주전동기로는 103계 전동차의 MT55A 계열 전동기를 기반으로 한 히타치제작소의 HS-1036-CRB형 120kW급 직류직권전동기를 사용했다. 제어기기는 강제냉각방식을 채택하고 있으며 대차는 일본 히타치 제작소의 KH-90 코일스프링 방식의 볼스터 대차가 사용됐다. 제동장치엔 SELD 발전제동을 포함한 전자직통제동을 사용하고 있어 당시에 생산되던 전형적인 전동차의 사양을 따르고 있다. 최근은 직류-교류 전환 시 문제를 일으킨 등 노후화가 진행됐고, 전동기 출력이 다른 차량보다 적어 완행으로 투입되기엔 성능이 뒤 떨어지기 때문에, 경인선 급행으로만 고정 운행했다.

## 과거 편성과 운용
용산-동인천 급행 전용열차로 아래와 같은 조성으로 무작위로 편성되어 운행하였다. 제어기기가 주변환장치가 아닌, 주제어기+주저항기 조합으로 이루어진다. 1x60~1x61편성은 중간객차가 전부 동력차로 구성되어 있으나(8M2T), 현재는 퇴역하였다.

#### 10량 편성
| 객차번호 | 설치된 전장품                                                |
| -------- | ------------------------------------------------------------ |
| 10XX     | Tc(운전실,ATS차상장치,복선기)                                |
| 12XX     | M(주제어기,주저항기,공기압축기,축전지,견인전동기(TM))        |
| 13XX     | M'(팬터그래프,주변압기,주정류기,보조전원장치,견인전동기(TM)) |
| 18XX     | T(무동력차)                                                  |
| 14XX     | M(주제어기,주저항기,공기압축기,축전지,견인전동기(TM))        |
| 15XX     | M'(팬터그래프,주변압기,주정류기,보조전원장치,견인전동기(TM)) |
| 19XX     | T(무동력차)                                                  |
| 16XX     | M(주제어기,주저항기,공기압축기,축전지,견인전동기(TM))        |
| 17XX     | M'(팬터그래프,주변압기,주정류기,보조전원장치,견인전동기(TM)) |
| 11XX     | Tc(운전실,ATS차상장치,복선기)                                |

#### 4량 편성
| 객차번호 | 설치된 전장품                                                |
| -------- | ------------------------------------------------------------ |
| 10XX     | Tc(운전실,ATS차상장치,복선기)                                |
| 13XX     | M(주제어기,주저항기,공기압축기,축전지,견인전동기(TM))        |
| 16YY     | M'(팬터그래프,주변압기,주정류기,보조전원장치,견인전동기(TM)) |
| 10YY     | Tc(운전실,ATS차상장치,복선기)                                |

#### 6량 편성
| 객차번호 | 설치된 전장품                                                |
| -------- | ------------------------------------------------------------ |
| 10XX     | Tc(운전실,ATS차상장치,복선기)                                |
| 13XX     | M(주제어기,주저항기,공기압축기,축전지,견인전동기(TM))        |
| 16XX     | M'(팬터그래프,주변압기,주정류기,보조전원장치,견인전동기(TM)) |
| 13YY     | M(주제어기,주저항기,공기압축기,축전지,견인전동기(TM))        |
| 16YY     | M'(팬터그래프,주변압기,주정류기,보조전원장치,견인전동기(TM)) |
| 10YY     | Tc(운전실,ATS차상장치,복선기)                                |

#### 8량 편성
| 객차번호  | 설치된 전장품                                                |
| --------- | ------------------------------------------------------------ |
| 10XX/11XX | Tc(운전실,ATS차상장치,복선기)                                |
| 13XX/14XX | M(주제어기,주저항기,공기압축기,축전지,견인전동기(TM))        |
| 16XX/17XX | M'(팬터그래프,주변압기,주정류기,보조전원장치,견인전동기(TM)) |
| 13YY/14YY | M(주제어기,주저항기,공기압축기,축전지,견인전동기(TM))        |
| 16YY/17YY | M'(팬터그래프,주변압기,주정류기,보조전원장치,견인전동기(TM)) |
| 13ZZ/14ZZ | M(주제어기,주저항기,공기압축기,축전지,견인전동기(TM))        |
| 16ZZ/17ZZ | M'(팬터그래프,주변압기,주정류기,보조전원장치,견인전동기(TM)) |
| 10ZZ/11ZZ | Tc(운전실,ATS차상장치,복선기)                                |

### 과거 운행구간
- ● 수도권 전철 1호선
  - 경원선: 소요산 - 회기
  - 서울 지하철 1호선: 청량리 - 서울역
  - 경부선: 서울 - 남영 - 천안
  - 경인선: 구로 - 인천
  - 병점기지선: 병점 - 서동탄
- ● 수도권 전철 4호선
  - 안산선: 금정 - 안산
  - 과천선: 인덕원 - 금정
- ● 수도권 전철 경의·중앙선
  - 경원선: 용산 - 회기
  - 중앙선: 청량리 - 덕소

## 구분

### 1세대
1974년 4월부터 1979년까지 도입됐던 1x01~1x41편성의 6량 42개 차량으로 일명 초기 저항과 초저항이라고도 불린다. 객차의 외형은 일본국유철도 301계 전동차, 일본국유철도 103계 전동차와 동일한 형태로 전면 중앙부에 관통문이 설치되어 있다. 초창기 제작분인 1x01~1x14편성(T차 제외)과 1x29~1x35편성(TC차 한정)까지는 일본의 닛폰 차량, 카와사키 중공업, 긴키 차량, 도큐 차량 등에서 제작되어 들어왔으며, 이후 편성은 대우중공업에서 부품을 받아 조립한 형태로 생산됐다. 대한민국의 법률상 통근형 전동차량의 내구 연한이 25년이었기 때문에 1998년말부터 내구 연한이 만료된 차량이 폐차됐다. 1x02편성은 신조 1량 되면서 내구 연한이 연장됐다. 403량이다.

### 2세대
86 아시안 게임과 88 서울 올림픽을 대비하여 1986년부터 1992년까지 도입됐던 1x42~1x73편성의 차량으로, 일명 중기 저항이나 중저항이라고도 불린다. 제 1세대 차량과 비교하여 전두부의 형상이 변화했다. 출입문의 창문 모양에 따라 전기형과 후기형으로 나누는데, 창문이 직사각형인 1x42~1x63편성을 전기형으로, 정사각형인 1x64~1x73편성을 후기형으로 구분한다. 제 1세대 차량과 달리 보조 전원 장치를 전동 발전기(MG)가 아니라 정지형 인버터(SIV)로 장착했으며, 그 밖에 운행 기록 장치와 냉방 장치를 장착했다. 저항기는 일본 히타치 제품이다. 1x42~1x49, 1x67~1x73편성은 10량으로, 1x50~1x56, 1x64~1x66편성은 6량으로, 1x57~1x63편성은 4량으로 도입됐으나, 이후 객차의 증결이 이뤄져 모두 10량 편성으로 운행하게 됐다. 한편으로 1989년에 제 1세대 전동차를 10량으로 증결하기 위하여 제 2세대 차량의 형상으로 객차를 추가 도입했는데, 이것은 현재 한국철도공사 311000호대 전동차의 39~41편성의 T칸으로 편입됐다. 2006년부터 일부 차량의 폐차가 이뤄졌으며, 차량 노후화로 인한 신차 도입에 따라 2012년부터 2017년까지 모든 차량의 폐차가 점진적으로 진행됐다. 248량이다. 현재는 모두 퇴역했다.

### 3세대
1994년부터 1997년까지 도입된 1x74~1x81편성과 1x83~1x86편성의 차량으로, 일명 신조 저항이나 신저항이라고도 불린다. 차체엔 2세대와 마찬가지로 연강을 사용했으며, 외형 디자인은 이 차량의 도입 직전에 도입된 한국철도공사 341000호대 전동차를 기초로 했다. 일부 객차는 2세대 전동차의 6량에서 10량 증결분으로도 도입이 됐다. 신저항의 기술적 사양은 2세대 열차와 거의 유사하나, 열차 앞부분의 맨 위가 2세대 차량처럼 평평하지 않고 둥근 형태다. 저항기는 1~2세대와는 달리 우진산전 제품을 사용한다. 142량이다. 현재 모든 차량이 퇴역했다.

## 개조
- 1986년 1세대 차량에 대하여 보조전원장치를 전동발전기(MG)에서 정지형인버터(SIV)로 교체했으며, 이후 2004년 우진산전의 190KVA급 IGBT소자를 사용한 신형 SIV로 교체됐다. 이와 동시에 공기압축기도 기존 피스톤식에서 저소음과 저진동의 스크류모터 방식으로 교체됐다.[6]
- 1988년~1990년에 냉방장치가 장착되지 않은 초저항 차량에 대하여 대한조선공사, 대우중공업, 현대정공 등에서 냉방화 개조 작업을 실시했다.
- 1994년부터 대한민국 철도청의 로고 변경에 따라 1~2세대 차량에 기존 대한민국 철도청 도색(파란색+흰색)에서 대한민국 철도청 역삼각형도색(노란색+청록색+흰색)으로 교체했으며, 1997년 9월까지 전 차량의 교체가 완료됐다.
- 2000년부터 2세대 이후 차량의 운전실에 고장, 운행기록을 위한 TIS와 급행열차 운용으로 인한 정차역 오인통과를 방지하기 위하여 정차역 통보장치가 설치됐다.
- 2006년~2007년에 일부 초기형 전동차의 부수 차량에 KORAIL 신도색을 적용함과 동시에 불연 내장재 작업을 하여 2세대 전동차에 조합 운행 했다. 1815~1915[7]호가 구도색인 상태로 우선 개조됐고, 그 뒤로 1823, 1923, 1824, 1924[8],1440, 1540, 1640, 1740호를 제외한 전 차량의 교체가 완료됐다.
- 2006년부터 일부 2세대 전동차의 출입문이 교체됐다. 신도색을 적용한 선임 번호대 일부(47~49편성)는 신형 VVVF 전동차(2세대 2004년 제작분)의 출입문과 동일한 품목으로, 일부(45, 50~56, 61, 71편성)는 초기형 전동차(1세대)의 품목으로 교체됐다.
- 1x42~1x48편성 열번표시기가 수동식에서 비발광 세그먼티 형식으로 교체됐다. 나머지 열차 열번표시기가 수동식에서 LED로 교체됐다.

### 선두차 개조
1999년과 2002년에 1세대 차량이 다수 퇴역하여, 내구 연한이 남는 일부 중간차를 운행하기 위하여 남는 부수객차(T차)를 대상으로 선두차 개조가 시행됐다. 2세대 전동차를 개조했던 1082 (구.1842), 1182 (구.1942), 1087호 (구.1943) 전동차와 1세대 전동차를 개조한 1x88~1x94호 (구.1x29~1x35 T칸) 전동차 등이 해당된다. 2세대 전동차는 대우중공업에서 개조했고 1세대 전동차는 현대로템에서 개조했다. 1x42의 1842, 1942를 개조한 1x82편성은 T칸이 Tc화되면서 해당칸은 1세대 T칸으로 공백을 방지했다. 1087호 전동차는 1186호와 짝을 이루어 운행한 적도 있다. 1x82호를 포함한 나머지 선두개조 전동차는 2006년까지 운행되다가 초기형 차량이 추가로 퇴역하여 동력 차량이 부족해지자 편성에 편입되지 못하여, 내구 연한이 남은 채 병점차량기지에서 휴차중이다가 2011년 말 대량으로 고철 매각됐다.
- 1x82, 1087: 2세대 차량 T 개조, 대우중공업
- 1x88~1x94: 1세대 차량 T 개조, 현대로템

### 중간차 개조
311000호대의 3개 편성에 2세대 전동차 5량을 개조하여 투입 운행하였다. 해당 편성은 31139편성부터 31141편성까지다. 현재 이 3개 편성에 대하여 냉방장치가 신형으로 교체됐다.
현재 해당 중간차량은 311001~311002호가 TC차를 제외한 모든 차량을 341000호대 일부차량과 교환하여 341000호대 차량의 T카(부수차)를 기존 311000호대 들어갔던 2세대 부수칸 차량과 교환 2세대 부수칸 차량은 시흥차량기지에서 방치 중이다.

### 불연재 내장 교체사업
2004년부터 순차적으로 한국철도공사의 전 차량이 불연재 기준에 맞춘 내장재로 교체됐다. 교체 대상은 2004년 기준으로 5년 이상의 내구 연한이 남아있는 차량을 대상으로 시행됐으며, 저항제어방식 차량은 2004년부터 내장재 교체가 순차적으로 시행됐다. 로윈, SLS중공업이 참여했다. 신저항은 2004년에 진행하여 2004년 말에 끝냈고 중저항은 2004년부터 시작하여 2006년에 끝냈다.
- 1~2세대 일부: SLS중공업
- 1x62, 1x64, 3세대: 로윈

### 객실내 스피커 개량
2011년부터 일부 차량에 한하여 객실내 스피커가 개량되어 신형 전동차와 동일한 수준의 음질을 제공하게 됐다. 개량 대상 차량은 1x59편성 이후 도입분이며, 1x42~1x56편성은 내구연한 만료를 앞두고 있던 관계로 개량 대상에서 제외됐다.

## 사고

### 외대앞역충돌 사고(1984년당시휘경역)
1984년 10월 2일 11시 30분경, 대한민국 철도청 소속 제1975 화물열차(장생포발 춘천행)가 휘경역(현.외대앞역)을 앞두고 신호대기 중이던 제190열차(인천발 성북행) 1002-1102편성(당시 1004-1006편성)을 추돌하여 3명이 사망하고 들이받힌 전동차 2량(TC차 1004호,M차 1304호)은 프레임이 훼손되어 폐차 처리되었다. 사고 이후, 1985년~1986년 차량 재편이 이루어져, TC차를 보충하고(도입당시 1080-1083호, 차량번호 변경 후 1124-1126) M차 1량을 1986년에 신조(당시 1422, 현 1202호)하여 2004년까지 운행하였다. 한편, 당시 도입된 1006호는 14편성에 투입, 1114호로 1999년까지 운행되었다.

### 인천역충돌 사고
1986년 2월 2일 15시 47분경, 대한민국 철도청 소속 제4421 화물열차(용산발 인천행 소운전)가 인천역) 장내 신호대기로 정차중이던 제K267열차(창동발 인천행) 1014-1114편성(당시 1040-1042편성)을 추돌하여 당시 TC차 1042호가 프레임 훼손으로 폐차 처리되었다. 이후 차량 재편으로 인하여 TC보충(도입당시 1006호-현 1114호), 1999년까지 운행하였다.

### 개봉역충돌 사고
1991년 10월 30일 20시 50분경, 대한민국 철도청 소속 제K323열차(성북발 주안행) 1015-1115편성이 개봉역 구내에 출입문 고장으로 정차하고 있던 서울특별시 지하철공사 소속 제S243열차(청량리발 인천행) 1003-1004(구 102편성)을 추돌하여 승객 60명이 부상한 사고가 일어났다. 사고 당시, 열차 자동정지장치에 결함이 있는 것을 철도청이 은폐하려던 것으로 밝혀져 논란이 되었다. 사고 이후, 2개 편성 모두 철도청 주관으로 수도권철도차량정비단에서 수리하여, 각각 1999년(서울특별시 지하철공사(현 서울교통공사) 소속 차량), 2001년(대한민국 철도청(현 한국철도공사) 소속 차량)까지 운행하였다.

### 청량리역충돌 사고
1997년 8월 24일 21시 40분경, 대한민국 철도청 소속 제K244열차(인천발 의정부행) 1060-1160편성이 역 구내에서 입환 중이던 2100호대 디젤 기관차에 들이받혀 1160호의 전면부가 파손된 사고가 일어났다. 사고 이후, 수리 과정에서 1160호 측면부의 쪽창이 없어졌다.

### 구로기지 충돌 사고
2010년 5월 1일, 1x58편성과 5000호대 5x75편성이 구로차량기지에서 서로 충돌하여 선두부 차량인 1x58호가 프레임 훼손으로 폐차처리되었다. 그리고 2세대 전동차가 최초 폐차처리되었다. 한편 1x58호와 충돌한 5x75호는 전두부만 일부 파손되는 정도에 그쳤으며 해당 편성은 운행이 중단되었다가, 수리 이후에 다시 31x000호대 74편성으로 변경하여 운용되고 있다.

### 1호선 신길역 탈선 사고
1호선 신길역 탈선 사고는 2020년 4월 14일 오전 6시 30분경에 1x83편성이 용산급행으로 운행 도중 신길역 인근에서 탈선한 사고다. 원인은 차체를 지탱하던 차축베어링이 노후화로 끊어지면서 선두차가 탈선하고 이에 의해 2호차까지 탈선하였다. 해당 차는 그 당시 누더기와 다름 없다. 해당 열차에 타고 있던 승객은 가장 가까운 신길역까지 걸어서 이동해야만 했다. 이 사고 이후에, 한국철도공사 1000호대 전동차가 운행을 모두 중단하였다.

## 현황

### 1세대분
1974년 4월부터 1979년까지 총 41편성이 6량 42개 차량 도입됐고, 1998년부터 2004년까지 모든 차량이 차례로 퇴역 후 폐차했다. 일부 편성은 보존되어 있다.
| 차호     | 도입 시기      | 운행 중단 시기 | 비고 |
| -------- | -------------- | -------------- | --- |
| 101 편성 | 1974년         | 1998년         | 101편성은 철도박물관에 TC 차량인 1001호가 철도청 초기 도색으로 정태 보존 및 전시 중이다. |
| 102 편성 | 1974년, 1979년 | 2004년         | 102편성은 회기역 추돌 사고로 파손 객차를 폐차, 수선 및 신조 차량 도입을 하였고 외대앞역 추돌사고로 1량을 제외한 5량이 대파 됐던 142의 tc와 조합되어 2004년까지 운행했다.                                                          |
| 103 편성 | 1974년         | 1998년         | |
| 104 편성 | 1974년         | 1998년         | |
| 105 편성 | 1974년         | 1999년         | |
| 106 편성 | 1974년         | 1999년         | |
| 107 편성 | 1974년         | 1999년         | 1107호(도입당시 1027호)가 강원도 홍천군 모곡레저타운에 펜션으로 개조되어 있다. |
| 108 편성 | 1974년         | 1999년         | |
| 109 편성 | 1974년         | 1999년         | 1309호가 전라북도 부안군 부안읍에 식당으로 개조되어 있다. |
| 110 편성 | 1974년         | 1999년         | |
| 111 편성 | 1974년         | 1999년         | 1011호(도입당시 1031호)가 강원도 홍천군 모곡레저타운에 펜션으로 개조되어 있다. |
| 112 편성 | 1974년         | 1999년         | |
| 113 편성 | 1974년         | 1999년         | |
| 114 편성 | 1974년         | 1999년         | 1986년 인천역 충돌 사고로 폐차된 일부 객차가 교체되었다. |
| 115 편성 | 1976년         | 2001년         | 대우중공업에서 최초로 국산화한 전동차다. 철도박물관에 TC 차량인 1115호(도입당시 1045호), M' 차량인 1315호(도입당시 1643호)가 철도청 후기 도색으로 정태 보존 및 전시 중이다. 2003년까지 각각 1001호, 1301호로 둔갑하여 전시되었다. |
| 116 편성 | 1976년         | 2002년         | |
| 117 편성 | 1977년         | 2002년         | |
| 118 편성 | 1977년         | 2002년         | |
| 119 편성 | 1977년         | 2002년         | 1019호(도입당시 1055호)와 1119호(도입당시 1057호)가 경상북도 상주시 북천로 143(계산동)에 방치되어 있다. |
| 120 편성 | 1977년         | 2002년         | |
| 121 편성 | 1977년         | 2002년         | |
| 122 편성 | 1977년         | 2002년         | |
| 123 편성 | 1978년         | 2003년         | |
| 124 편성 | 1978년         | 2003년         | |
| 125 편성 | 1978년         | 2003년         | |
| 126 편성 | 1979년         | 2004년         | |
| 127 편성 | 1979년         | 2004년         | |
| 128 편성 | 1979년         | 2004년         | |
| 129 편성 | 1974년         | 1998년         | |
| 130 편성 | 1974년         | 1998년         | |
| 131 편성 | 1974년         | 1999년         | |
| 132 편성 | 1974년         | 1999년         | |
| 133 편성 | 1974년         | 1999년         | |
| 134 편성 | 1974년         | 1999년         | 1034호, 1134호가 한얼테마과학박물관에 동태보존 중이다. |
| 135 편성 | 1974년         | 1999년         | |
| 136 편성 | 1977년         | 2002년         | |
| 137 편성 | 1977년         | 2002년         | |
| 138 편성 | 1977년         | 2002년         | |
| 139 편성 | 1977년         | 2002년         | 2세대 2량 부수 객차가 편성되었다. |
| 140 편성 | 1978년         | 2003년         | 2세대 2량 부수 객차가 편성되었다. |
| 141 편성 | 1979년         | 2004년         | 2세대 6량 부수 객차가 편성되었다. |

### 2세대분
1986년부터 1992년까지 총 32편성이 도입되었고, 2012년부터 2017년까지 차례로 퇴역 후 폐차 및 보존 처리를 마쳤으나, 일부 편성은 2020년부터 2021년까지 폐차되었다.
| 차호     | 도입 시기 | 운행 중단 시기 | 비고 |
| -------- | --------- | -------------- | --- |
| 142 편성 | 1986년    | 2012년         | |
| 143 편성 | 1986년    | 2012년         | |
| 144 편성 | 1986년    | 2012년         | |
| 145 편성 | 1987년    | 2012년         | |
| 146 편성 | 1987년    | 2012년         | |
| 147 편성 | 1987년    | 2012년         | 출입문이 직사각형 창문에서 311000호대 3세대 출입문으로 교체되었다. 147편성은 2013년 준철도기념물로 지정되어 2021년 11월까지 유치되었으나, 준철도 지정해제로 인해 고철 매각되었다.      |
| 148 편성 | 1988년    | 2013년         | 출입문이 직사각형 창문에서 311000호대 3세대 출입문으로 교체되었다. 147편성은 2013년 준철도기념물로 지정되어 2021년 11월까지 유치되었으나, 준철도 지정해제로 인해 고철 매각되었다.      |
| 149 편성 | 1988년    | 2013년         | 출입문이 직사각형 창문에서 311000호대 3세대 출입문으로 교체되었다. 147편성은 2013년 준철도기념물로 지정되어 2021년 11월까지 유치되었으나, 준철도 지정해제로 인해 고철 매각되었다.      |
| 150 편성 | 1988년    | 2013년         | 3세대 4량 부수 객차가 과거 10량 편성되었다. 153 편성은 1세대 차량 부수객차의 내구연한 만료로 조기 운행 중지되었다.                                                                     |
| 151 편성 | 1988년    | 2013년         | 3세대 4량 부수 객차가 과거 10량 편성되었다. 153 편성은 1세대 차량 부수객차의 내구연한 만료로 조기 운행 중지되었다.                                                                     |
| 152 편성 | 1988년    | 2013년         | 3세대 4량 부수 객차가 과거 10량 편성되었다. 153 편성은 1세대 차량 부수객차의 내구연한 만료로 조기 운행 중지되었다.                                                                     |
| 153 편성 | 1988년    | 2006년         | 3세대 4량 부수 객차가 과거 10량 편성되었다. 153 편성은 1세대 차량 부수객차의 내구연한 만료로 조기 운행 중지되었다.                                                                     |
| 154 편성 | 1989년    | 2014년         | |
| 155 편성 | 1989년    | 2014년         | 1세대 차량의 T칸이 마지막으로 편성되어 있던 차량이다. |
| 156 편성 | 1989년    | 2014년         | |
| 157 편성 | 1989년    | 2006년         | 3세대 2량 부수 객차가 과거 6량 편성되었다. 1세대 차량 부수객차의 내구연한 만료로 조기 운행 중지되었다.                                                                                 |
| 158 편성 | 1989년    | 2010년         | 3세대 2량 부수 객차가 과거 6량 편성되었다. 구로차량기지에서 31174 (구 575) 편성과 충돌하여 대파되어 10량이 조기 운행 중지되었다.                                                       |
| 159 편성 | 1991년    | 2013년         | 3세대 6량 부수 객차가 과거 10량 편성되었다. 부수차들의 내구연한이 전부 만료 되고 조합하여 사용할 객차가 없어서 조기 운행 중지되었다.                                                   |
| 160 편성 | 1991년    | 2015년         | 3세대 6량 부수 객차가 과거 10량 편성되었다. 1160호는 운전실 측면에 쪽창이 없다. 1997년 청량리역 구내에서 2100호대 기관차와 추돌하여 파손되었으나 이후 운행을 재개하였다.               |
| 161 편성 | 1991년    | 2015년         | 3세대 6량 부수 객차가 과거 10량 편성되었다. |
| 162 편성 | 1991년    | 2016년         | 3세대 2량 부수 객차가 과거 6량 편성되었다. 163 편성 1세대 차량 부수객차의 내구연한 만료로 운행 중지되었다. 162편성은 TC칸은 2세대 차량이고, TC칸을 제외한 나머지 8량은 3세대 객차였다. |
| 163 편성 | 1991년    | 2006년         | 3세대 2량 부수 객차가 과거 6량 편성되었다. 163 편성 1세대 차량 부수객차의 내구연한 만료로 운행 중지되었다. 162편성은 TC칸은 2세대 차량이고, TC칸을 제외한 나머지 8량은 3세대 객차였다. |
| 164 편성 | 1991년    | 2017년         | 휴차 후 2018년 3월까지 구로차량기지 입환기로 운용되었다. |
| 165 편성 | 1991년    | 2006년         | 1세대 차량 부수객차의 내구연한 만료로 운행 중지되었다. 휴차 후 2010년까지 이문차량기지 입환기로 운용되었다. 1065-1165호 객차가 중앙선 구둔역에 보존 되어있다.                          |
| 166 편성 | 1991년    | 2015년         | 부수차들의 내구 연한이 전부 만료 되고 조합하여 사용할 객차가 없어서 조기 운행 중지되었다.                                                                                              |
| 167 편성 | 1991년    | 2016년         | |
| 168 편성 | 1991년    | 2016년         | |
| 169 편성 | 1991년    | 2016년         | |
| 170 편성 | 1991년    | 2016년         | |
| 171 편성 | 1992년    | 2015년         | 1771-1171호 객차가 경상북도 영주시 경북전문대학교에 철도전기기관사과 실습장으로 개조되었다.                                                                                            |
| 172 편성 | 1992년    | 2017년         | 제천조차장에 유치되었다가 2019년 고철 매각되었다. |
| 173 편성 | 1992년    | 2017년         | 2018년 10월까지 시흥차량기지 입환기로 사용되었다. 2019년부터 1673-1773호가 3세대 179편성에서 편입되어 운행하였다.                                                                      |

### 3세대분
1994년부터 1997년까지 총 12편성이 도입되었고, 1181호를 제외한 전량이 폐차되었다.
| 차호     | 도입 시기 | 운행 중단 시기 | 비고 |
| -------- | --------- | -------------- | --- |
| 174 편성 | 1995년    | 2020년         | |
| 175 편성 | 1994년    | 2019년         | |
| 176 편성 | 1994년    | 2019년         | |
| 177 편성 | 1994년    | 2019년         | |
| 178 편성 | 1994년    | 2019년         | |
| 179 편성 | 1994년    | 2019년         | 2019년에 1679, 1779호의 차량 정밀검사 결과 운행불가 판정을 받고 인해 2세대 173편성에서 1673, 1773호가 편입되었다.      |
| 180 편성 | 1996년    | 2020년         | |
| 181 편성 | 1996년    | 2020년         | 1181호 무궁화호 객차가 호남선 동목포역에 보존되있다.                                                                   |
| 183 편성 | 1996년    | 2020년         | 2020년 4월 14일 신길역에서 용산급행으로 운행 도중 신길역 인근에서 탈선사고가 발생하여 조기 운행 중지되었다.            |
| 184 편성 | 1997년    | 2020년         | |
| 185 편성 | 1997년    | 2020년         | |
| 186 편성 | 1997년    | 2020년         | 1086호는 1186호가 1087호와 연결되어 운행한 동안 휴차된 적이 있다. 휴차 후 2021년까지 구로차량기지 입환기로 운용되었다. |

### 개조분
1998년부터 2002년까지 1~2세대분 차량의 개조를 완료하였고, 이 중 182편성, 1087호는 대우중공업에서, 나머지 차량은 로윈에서 Tc개조를 실시하였다. 모든 차량이 초기저항 부수칸 내구연한 만료로 2001년과 2006년에 각각 퇴역을 완료하였고, 이후 전 차량이 퇴역하였다.
| 차호     | 도입 시기 | 개조 시기 | 운행 중단 시기 | 비고 |
| -------- | --------- | --------- | -------------- | --- |
| 182 편성 | 1986년    | 1998년    | 2006년         | 2세대 차량 142 편성의 T차를 개조하였다. Tc를 제외한 칸 일부는 1세대 차량이고 1482호, 1582호는 3세대 차량이다. |
| 1087호   | 1986년    | 1998년    | 2001년         | 2세대 차량 1943호를 개조하였다. 1187호를 제작하지 않아 1186호와 짝을 맞춰 운행한 적이 있다.                   |
| 188 편성 | 1985년    | 2002년    | 2006년         | 1세대 차량 129 편성의 T차를 개조하였다.                                                                       |
| 189 편성 | 1985년    | 2002년    | 2006년         | 1세대 차량 130 편성의 T차를 개조하였다.                                                                       |
| 190 편성 | 1985년    | 2002년    | 2006년         | 1세대 차량 131 편성의 T차를 개조하였다.                                                                       |
| 191 편성 | 1985년    | 2002년    | 2006년         | 1세대 차량 132 편성의 T차를 개조하였다.                                                                       |
| 192 편성 | 1985년    | 2002년    | 2006년         | 1세대 차량 133 편성의 T차를 개조하였다.                                                                       |
| 193 편성 | 1985년    | 2002년    | 2006년         | 1세대 차량 134 편성의 T차를 개조하였다.                                                                       |
| 194 편성 | 1985년    | 2002년    | 2006년         | 1세대 차량 135 편성의 T차를 개조하였다.                                                                       |

## 같이 보기
- 한국철도공사
- 수도권 전철 1호선
- 한국철도공사 311000호대 · 312000호대 전동차

## 사진

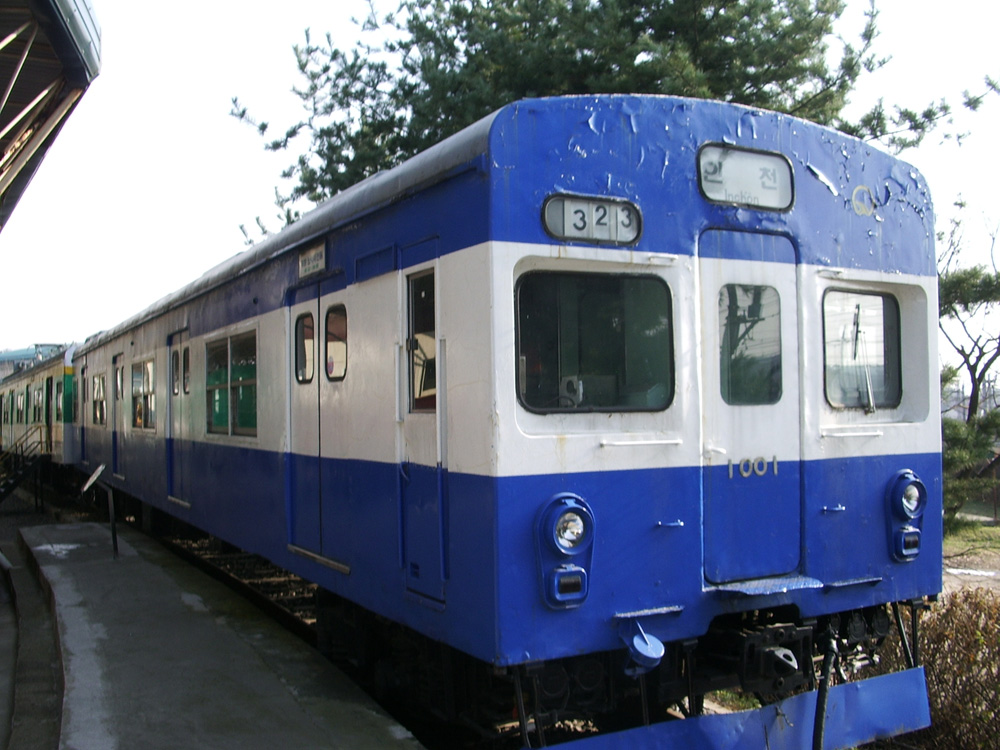
101 편성
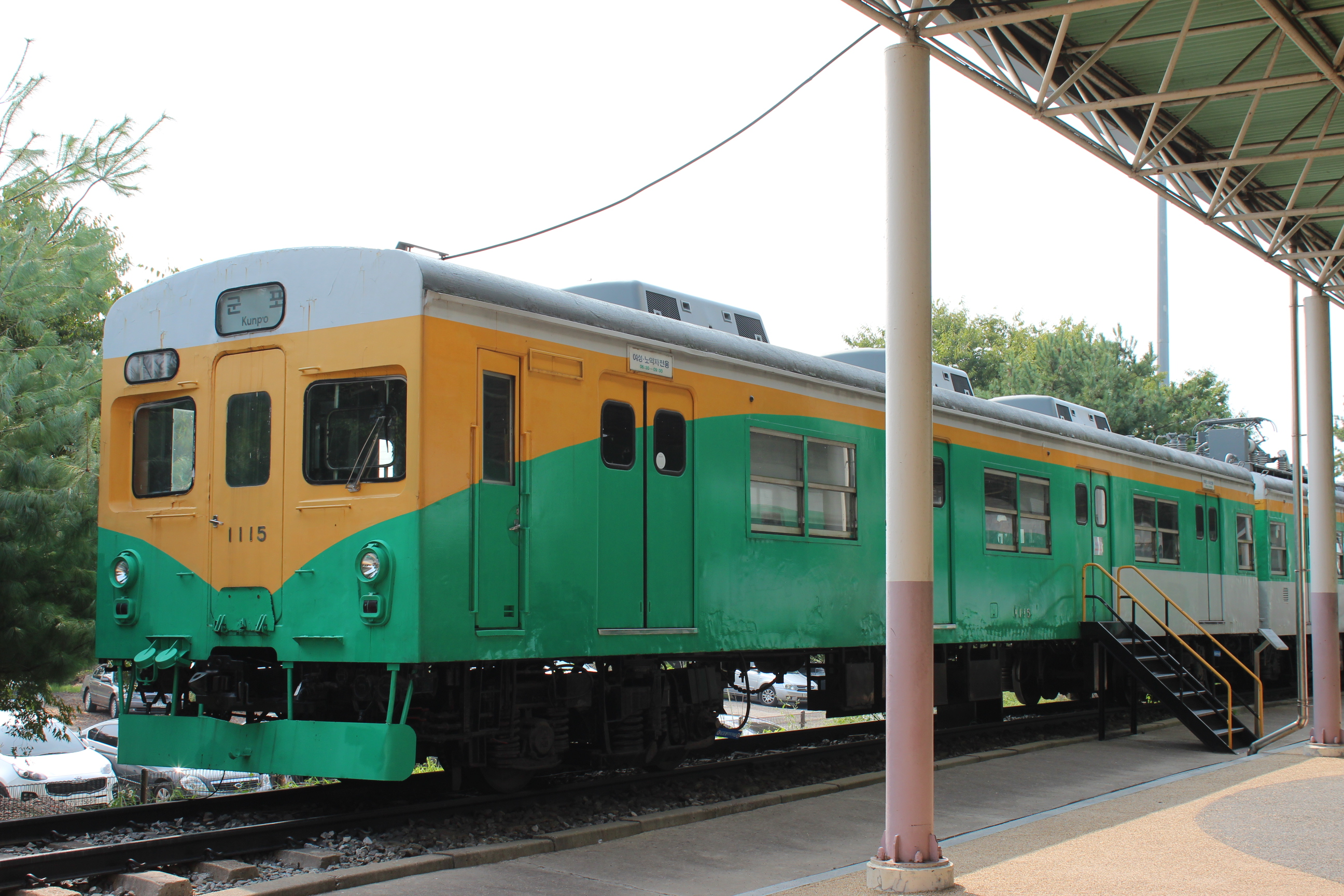
115 편성
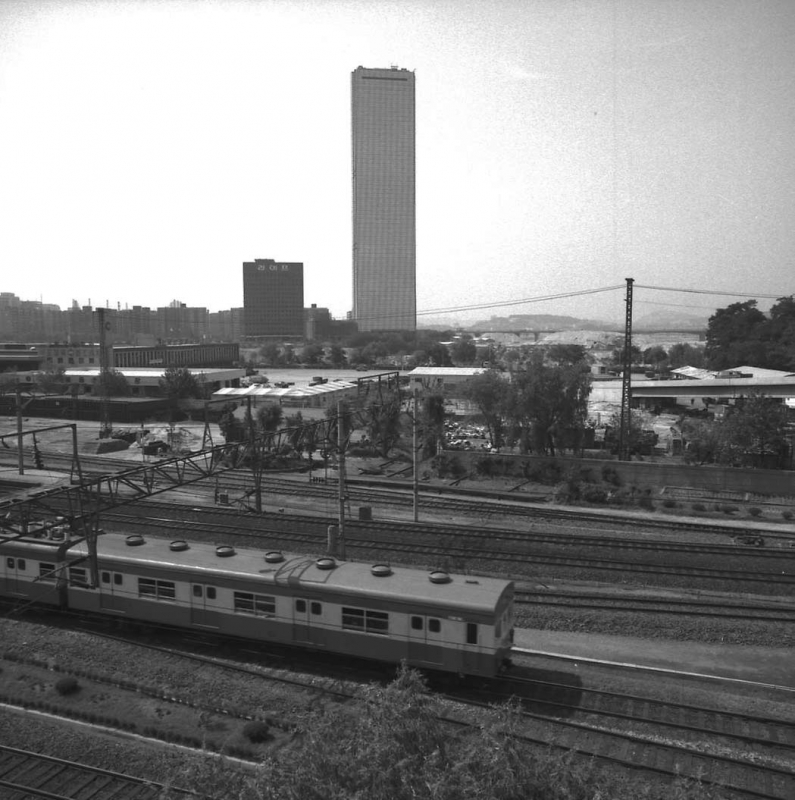
63빌딩 근처를 지나가는 1세대 편성 (폐차)
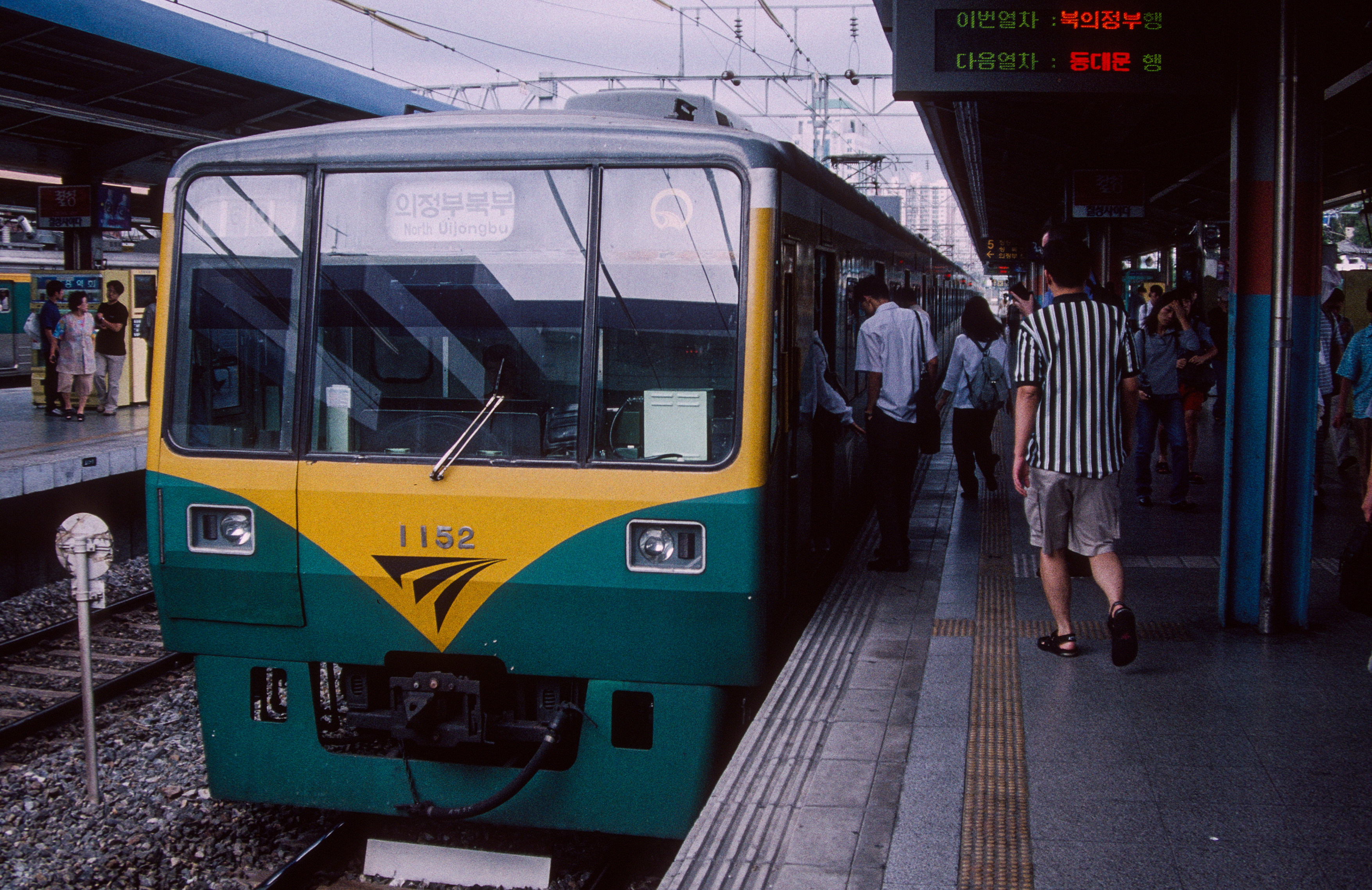
1x52편성 (폐차) (철도청 구 도색)
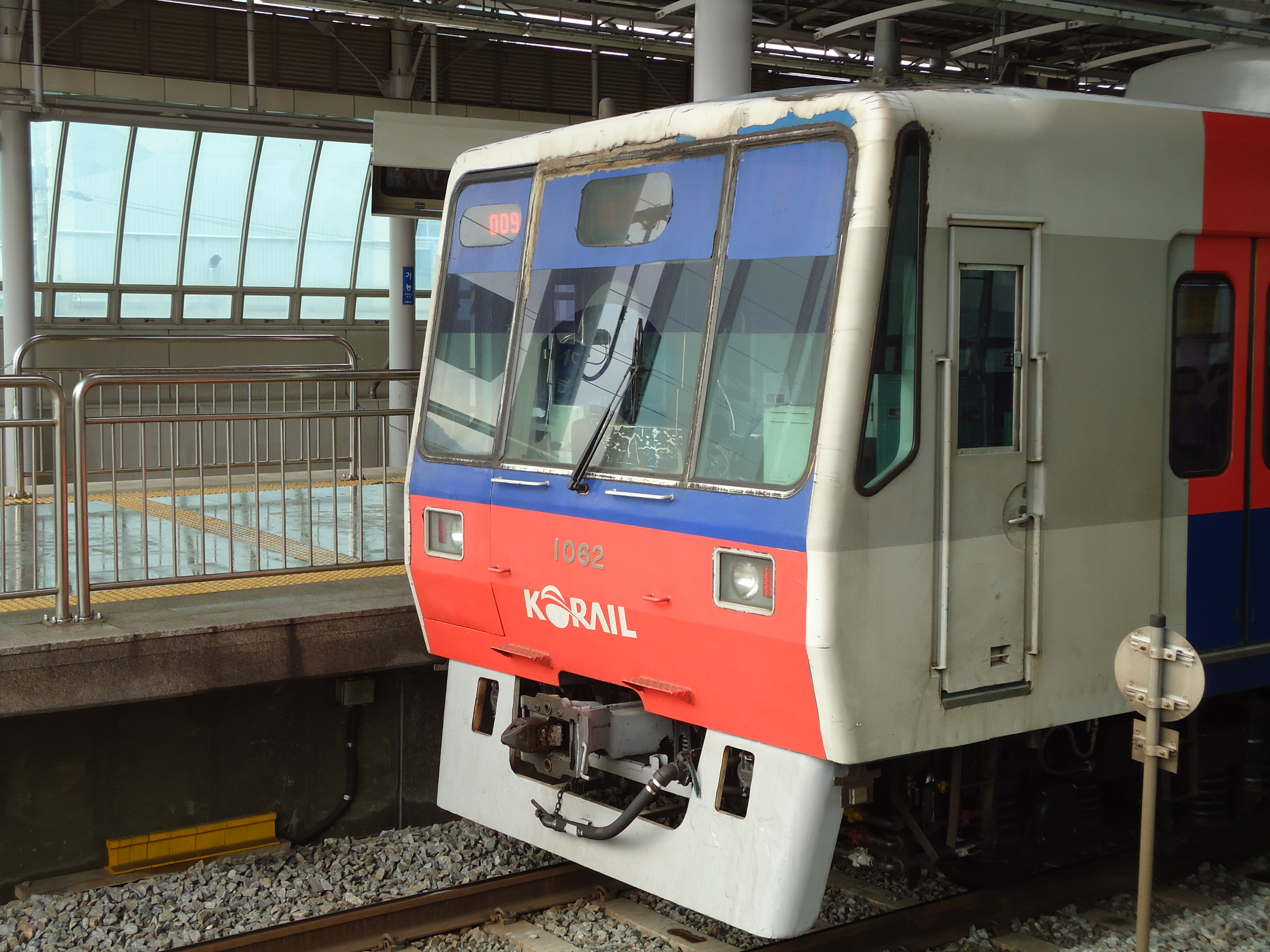
1x62편성 (폐차)
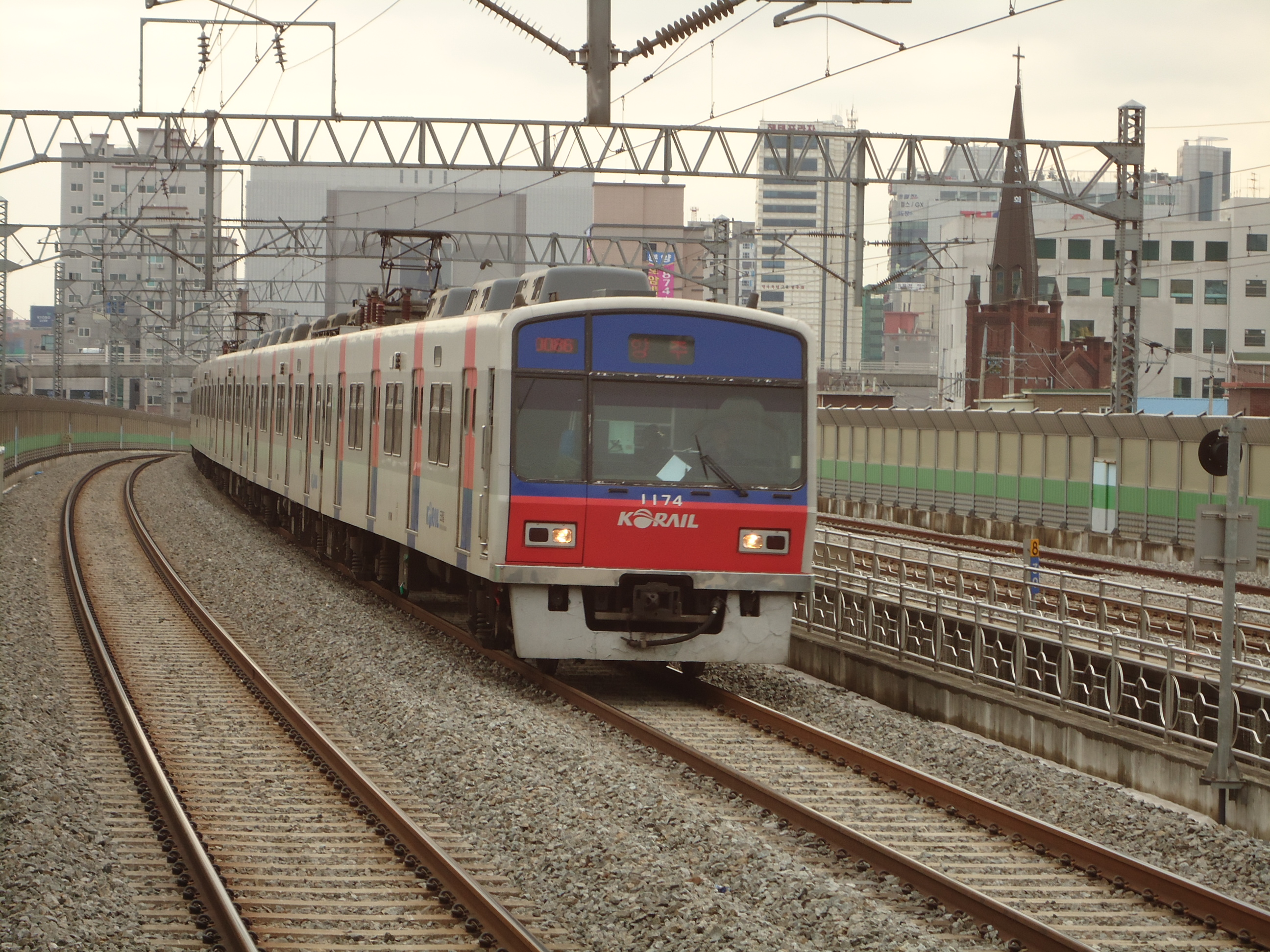
1x74편성 (폐차)